# Dilschhausen

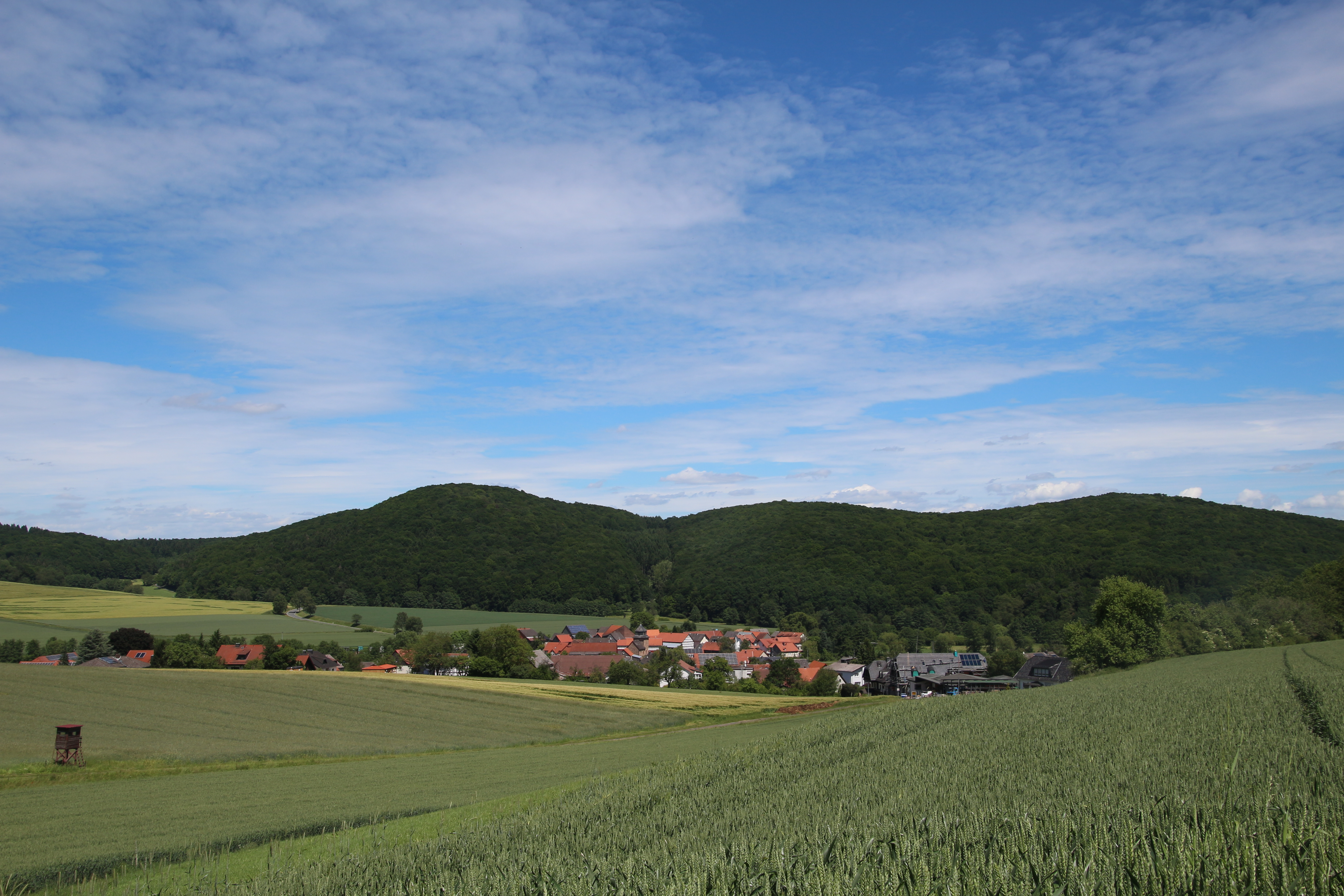
Dilschhausen von Südwesten

Dilschhausen ist mit rund 170 Einwohnern der kleinste dörfliche Außenstadtteil der mittelhessischen Universitätsstadt Marburg.

## Geografische Lage
Dorf und Gemarkung Dilschhausen werden von den Bergen und Hügelkuppen namens Bernhard, Störner (Staatswald), Calderische Höhe, Koppe, Mittelberg, Stackelberg, Auersberg, Nesselberg und Rotlaub umgeben (von Nordwest ausgehend nach Ost usw.).
Das Tal wird von zwei Bächen durchflossen. Von Nordwest nach Osten fließt die Wältersbach, von Nord nach Süd die Calderbach. Die letztere, kleinere mündet zwischen Ortskern und Bubenmühle in die Wältersbach. Die Quelle des Hauptfließgewässers liegt auf dem bewaldeten Hügelland namens Störner.
Nach Osten grenzt Elnhausen, nach Süden Nesselbrunn, nach Südwesten Weitershausen, nach Westen Damshausen, gen Norden Caldern an das Dorf. Die Kernstadt Marburg ist laut einem Dokument aus 1747 gute zwei Stunden Fußweg entfernt.

## Geschichte

### Ortsgeschichte
Die älteste bekannte schriftliche Erwähnung von Dilschhausen erfolgte unter dem Namen Tulheshusen im Codex Eberharsi des Reichsklosters Fulda und wird in die Zeit 780–802 datiert. Die nächste bekannte Erwähnung stammt aus dem Jahr 1259. Auf Grund alter Funde wird jedoch davon ausgegangen, dass bereits im 10. Jahrhundert Menschen im Gebiet des heutigen Ortes lebten.
Dilschhausen bestand jahrhundertelang als eine Doppelsiedlung aus Ober- und Unterdorf, die unterschiedliche Feudaleigentümer, Gerichtszuständigkeiten und Pfarrzugehörigkeiten aufwiesen. Erst mit der napoleonischen Besetzung im frühen 19. Jahrhundert ergab sich erstmals die verwaltungstechnische Einheit beider Ortsteile. Ab August 1821 war auch die unterschiedliche Gerichtsbarkeit beider Dorfteile, nämlich das Gerichte Weitershausen (auch Reizberg genannt) und Caldern, Vergangenheit. Kirchenrechtlich war das Unterdorf der über eine Stunde Fußweg entfernten Pfarrei Michelbach zugeordnet, das Oberdorf gehörte zur Kirchgemeinde Weitershausen. Ab 15. Juli 1816 erreichten die Unterdilschhäuser Bürger eine Übertragung der Küster-Kirchamtspflichten an ihren Dorflehrer. Erst am 28. Mai 1856 erreichten die Dilschhäuser eine Vereinigung von Ober- und Unterdorf zu einer eigenständigen Filialgemeinde der Pfarrei Weitershausen.
Geografisch waren die beiden Häusergruppen des Dorfes getrennt durch den Wälterbach mit seinen sumpfigen Auen. Heute zieht sich anstelle der Bachaue die Trasse der Kreisstraße 72, die Teil der am 18. August 1979 eingeweihten Umgehungsstraße ist, als „trennendes Band“ durch das Dorf. Trotz geschwindigkeitsbegrenzender Beschilderung gab es sogar Schlagzeilen in der Lokalzeitung Oberhessische Presse vom 30. Juli 1987 über die als „Rennstrecke“ missbrauchte Straße.
Hessische Gebietsreform (1970–1977)
Zum 1. Juli 1974 wurde die bis dahin selbständige Gemeinde Dilschhausen im Zuge der Gebietsreform in Hessen mit damals 134 Einwohnern sowie zwölf weitere Dorfgemeinden kraft Landesgesetz als Stadtteile nach Marburg eingemeindet. Für den Stadtteil Dilschhausen wurde ein Ortsbezirk eingerichtet.

### Verwaltungsgeschichte im Überblick
Die folgende Liste zeigt die Staaten und Verwaltungseinheiten, denen Dilschhausen angehört(e):
- Oberdorf:
  - vor 1567: Heiliges Römisches Reich, Landgrafschaft Hessen, Gericht Weitershausen auch genannt Reitzberg (Gericht Weitershausen bestand aus den Orten: Weitershausen, Nesselbrunn und der Hälfte von Dilschhausen)[15]
  - ab 1567: Heiliges Römisches Reich, Landgrafschaft Hessen-Marburg, Gericht Weitershausen
  - 1604–1648: Heiliges Römisches Reich, strittig zwischen Landgrafschaft Hessen-Darmstadt und Landgrafschaft Hessen-Kassel (Hessenkrieg)
  - ab 1604: Heiliges Römisches Reich, Landgrafschaft Hessen-Kassel, Amt Marburg
- Unterdorf:
  - vor 1567: Heiliges Römisches Reich, Landgrafschaft Hessen, Amt Marburg, (Gericht Kaldern bestand aus den Orten: Kaldern, Kernbach, Dagobertshauſen, Michelbach, Brüngershausen und Wehrshausen, sowie der Hälfte von Dilschhausen)[15]
  - ab 1567: Heiliges Römisches Reich, Landgrafschaft Hessen-Marburg, Amt Marburg[16]
  - 1604–1648: Heiliges Römisches Reich, strittig zwischen Landgrafschaft Hessen-Darmstadt und Landgrafschaft Hessen-Kassel (Hessenkrieg bis 1648)
  - ab 1648: Heiliges Römisches Reich, Landgrafschaft Hessen-Kassel, Amt Marburg
- ab 1806: Landgrafschaft Hessen-Kassel, Amt Kaldern und Reitzberg
- 1807–1813: Königreich Westphalen,[Anm. 2] Departement der Werra, Distrikt Marburg, Kanton Kaldern
- ab 1815: Kurfürstentum Hessen,[Anm. 3] Amt Kaldern und Reitzberg[17]
- ab 1821:  Kurfürstentum Hessen, Provinz Oberhessen, Kreis Marburg[18][Anm. 4]
- ab 1848: Kurfürstentum Hessen, Bezirk Marburg
- ab 1851: Kurfürstentum Hessen, Provinz Oberhessen, Kreis Marburg
- ab 1867: Norddeutscher Bund,[Anm. 5] Königreich Preußen,[Anm. 6] Provinz Hessen-Nassau, Regierungsbezirk Kassel, Kreis Marburg
- ab 1871: Deutsches Reich,  Königreich Preußen, Provinz Hessen-Nassau, Regierungsbezirk Kassel, Kreis Marburg
- ab 1918: Deutsches Reich (Weimarer Republik), Freistaat Preußen, Provinz Hessen-Nassau, Regierungsbezirk Kassel, Kreis Marburg
- ab 1944: Deutsches Reich, Freistaat Preußen, Provinz Kurhessen, Landkreis Marburg
- ab 1945: Amerikanische Besatzungszone,[Anm. 7] Groß-Hessen, Regierungsbezirk Kassel, Landkreis Marburg
- ab 1946: Amerikanische Besatzungszone, Hessen, Regierungsbezirk Kassel, Landkreis Marburg
- ab 1949: Bundesrepublik Deutschland, Hessen, Regierungsbezirk Kassel, Landkreis Marburg
- ab 1974: Bundesrepublik Deutschland, Hessen, Regierungsbezirk Kassel, Landkreis Marburg-Biedenkopf, Stadt Marburg[Anm. 8]
- ab 1981: Bundesrepublik Deutschland, Hessen, Regierungsbezirk Gießen, Landkreis Marburg-Biedenkopf, Stadt Marburg

### Gerichte seit 1821
Mit Edikt vom 29. Juni 1821 wurden in Kurhessen Verwaltung und Justiz getrennt. In Marburg wurde der Kreis Marburg für die Verwaltung eingerichtet und das Landgericht Marburg war als Gericht in erster Instanz für Dilschhausen zuständig. 1850 wurde das Landgericht in Justizamt Marburg umbenannt. Nach der Annexion Kurhessens durch Preußen 1866 erfolgte am 1. September 1867 die Umbenennung des bisherigen Justizamtes in Amtsgericht Marburg. Auch mit dem Inkrafttreten des Gerichtsverfassungsgesetzes von 1879 blieb das Amtsgericht unter seinem Namen bestehen.

## Bevölkerung

### Einwohnerstruktur 2011
Nach den Erhebungen des Zensus 2011 lebten am Stichtag dem 9. Mai 2011 in Dilschhausen 168 Einwohner. Darunter waren 3 (1,8 %) Ausländer.
Nach dem Lebensalter waren 18 Einwohner unter 18 Jahren, 93 zwischen 18 und 49, 39 zwischen 50 und 64 und 21 Einwohner waren älter. Die Einwohner lebten in 99 Haushalten. Davon waren 51 Singlehaushalte, 21 Paare ohne Kinder und 15 Paare mit Kindern, sowie 6 Alleinerziehende und 3 Wohngemeinschaften. In 72 Haushalten lebten ausschließlich Senioren und in 537 Haushaltungen leben keine Senioren.

### Einwohnerentwicklung
| Quelle: Historisches Ortslexikon |                                                                                            |
| • 1577:                          | 18 Hausgesesse                                                                             |
| • 1630:                          | 12 Hausgesessene (2 dreispännige, 6 zweispännige, 1 einspännige Ackerleute, 3 Einläuftige) |
| • 1681:                          | 3 hausgesessene Mannschaften                                                               |
| • 1838:                          | Familien: 12 nutzungsberechtigte, 9 nicht nutzungsberechtigte Ortsbürger, 1 Beisasse       |

| Dilschhausen: Einwohnerzahlen von 1747 bis 2019 | Dilschhausen: Einwohnerzahlen von 1747 bis 2019 | Dilschhausen: Einwohnerzahlen von 1747 bis 2019 | Dilschhausen: Einwohnerzahlen von 1747 bis 2019 | Dilschhausen: Einwohnerzahlen von 1747 bis 2019 |
| --- | ----------------------------------------------- | ----------------------------------------------- | ----------------------------------------------- | ----------------------------------------------- |
| Jahr |                                                 |                                                 |                                                 | Einwohner                                       |
| 1747 | 1747                                            |                                                 | 115                                             | 115                                             |
| 1800 | 1800                                            |                                                 | ?                                               | ?                                               |
| 1834 | 1834                                            |                                                 | 131                                             | 131                                             |
| 1840 | 1840                                            |                                                 | 141                                             | 141                                             |
| 1846 | 1846                                            |                                                 | 163                                             | 163                                             |
| 1852 | 1852                                            |                                                 | 161                                             | 161                                             |
| 1858 | 1858                                            |                                                 | 154                                             | 154                                             |
| 1864 | 1864                                            |                                                 | 152                                             | 152                                             |
| 1871 | 1871                                            |                                                 | 151                                             | 151                                             |
| 1875 | 1875                                            |                                                 | 136                                             | 136                                             |
| 1885 | 1885                                            |                                                 | 161                                             | 161                                             |
| 1895 | 1895                                            |                                                 | 157                                             | 157                                             |
| 1905 | 1905                                            |                                                 | 140                                             | 140                                             |
| 1910 | 1910                                            |                                                 | 146                                             | 146                                             |
| 1925 | 1925                                            |                                                 | 138                                             | 138                                             |
| 1939 | 1939                                            |                                                 | 139                                             | 139                                             |
| 1946 | 1946                                            |                                                 | 209                                             | 209                                             |
| 1950 | 1950                                            |                                                 | 186                                             | 186                                             |
| 1956 | 1956                                            |                                                 | 158                                             | 158                                             |
| 1961 | 1961                                            |                                                 | 137                                             | 137                                             |
| 1967 | 1967                                            |                                                 | 136                                             | 136                                             |
| 1977 | 1977                                            |                                                 | ?                                               | ?                                               |
| 1987 | 1987                                            |                                                 | 154                                             | 154                                             |
| 1991 | 1991                                            |                                                 | 153                                             | 153                                             |
| 1995 | 1995                                            |                                                 | 180                                             | 180                                             |
| 2000 | 2000                                            |                                                 | 169                                             | 169                                             |
| 2005 | 2005                                            |                                                 | 179                                             | 179                                             |
| 2010 | 2010                                            |                                                 | 188                                             | 188                                             |
| 2011 | 2011                                            |                                                 | 168                                             | 168                                             |
| 2015 | 2015                                            |                                                 | 166                                             | 166                                             |
| 2019 | 2019                                            |                                                 | 174                                             | 174                                             |
| Datenquelle: Historisches Gemeindeverzeichnis für Hessen: Die Bevölkerung der Gemeinden 1834 bis 1967. Wiesbaden: Hessisches Statistisches Landesamt, 1968. Weitere Quellen: LAGIS; Stadt Marburg:1987–1998, 1999–2003, 2005–2010,2011–2015, 2019:; Zensus 2011 |                                                 |                                                 |                                                 |                                                 |

### Historische Religionszugehörigkeit
| Quelle: Historisches Ortslexikon |                                                                                        |
| • 1861:                          | 152 evangelisch-lutherische, 3 evangelisch-reformierte Einwohner                       |
| • 1885:                          | 158 evangelische (= 98,14 %), keine römisch-katholischer, 3 andere Christen (= 1,86 %) |
| • 1961:                          | 130 evangelische (= 94,89 %), 7 katholische (= 5,11 %) Einwohner                       |
| • 1987:                          | 131 evangelische (= 85,1 %), 15 katholische (= 9,7 %) Einwohner                        |

### Erwerbstätigkeit
| Quelle: Historisches Ortslexikon | |
| • 1747:                          | Erwerbspersonen: 1 Leineweber, 1 Schneider, 1 Wagner, 1 Mühlenarzt, 1 Müller, 2 Tagelöhner.                                        |
| • 1838:                          | Familien: 11 Ackerbau, 3 Gewerbe, 7 Tagelöhner.                                                                                    |
| • 1961:                          | Erwerbspersonen: 64 Land- und Forstwirtschaft, 15 Produzierendes Gewerbe, 1 Handel und Verkehr, 25 Dienstleistungen und Sonstiges. |

## Politik

### Ortsbeirat
- BLD: 3

- BLD = Bürgerliste Dilschhausen

Für den Stadtteil Dilschhausen besteht ein Ortsbezirk mit Ortsbeirat und Ortsvorsteher nach der Hessischen Gemeindeordnung. Er umfasst das Gebiet der ehemaligen Gemeinde Dilschhausen.
Für die Sitzverteilung siehe die nebenstehende Grafik. Der Ortsbeirat wählte Hermann Heck als Ortsvorsteher.

## Kultur und Sehenswürdigkeiten

### Bauwerke

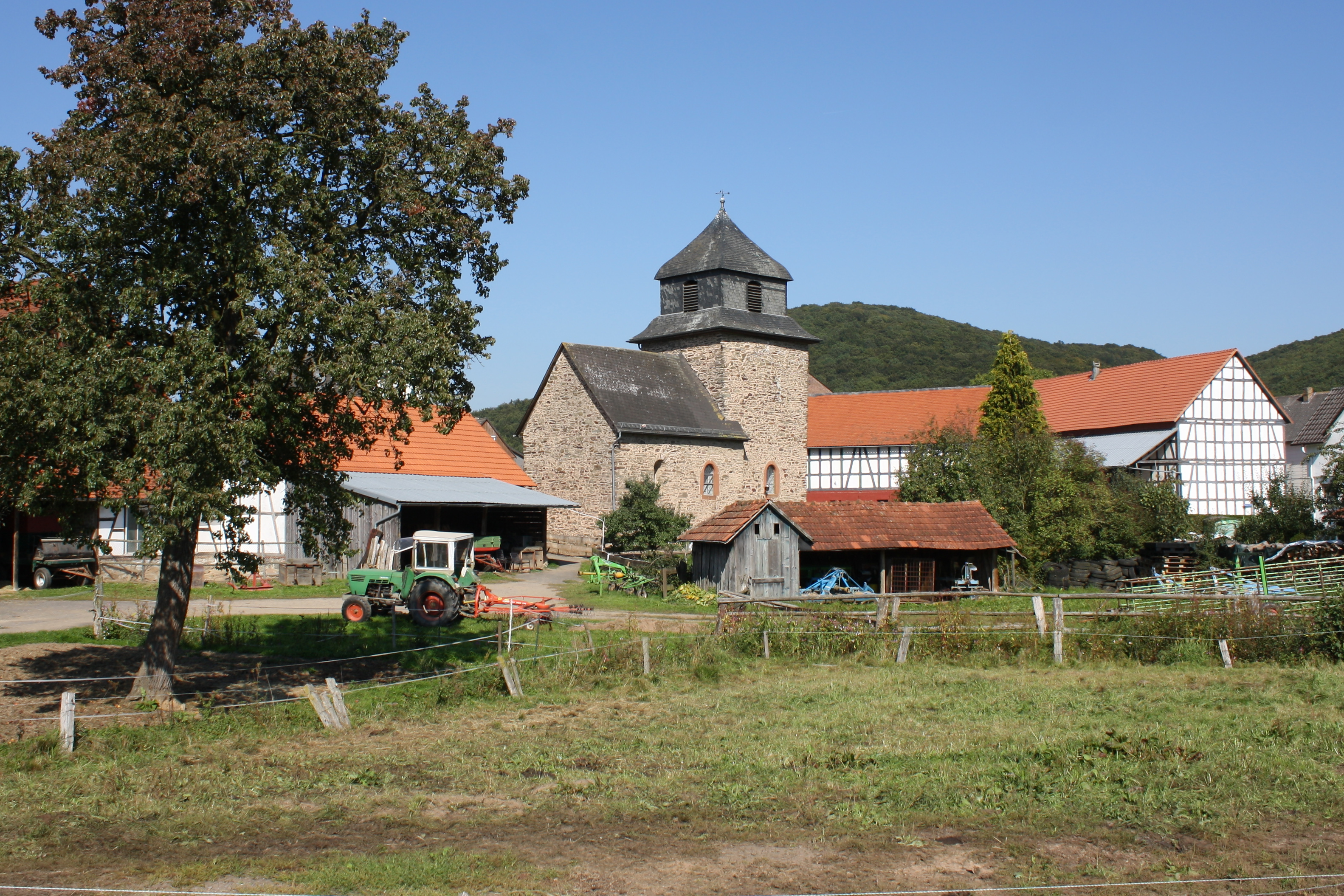
Kirche

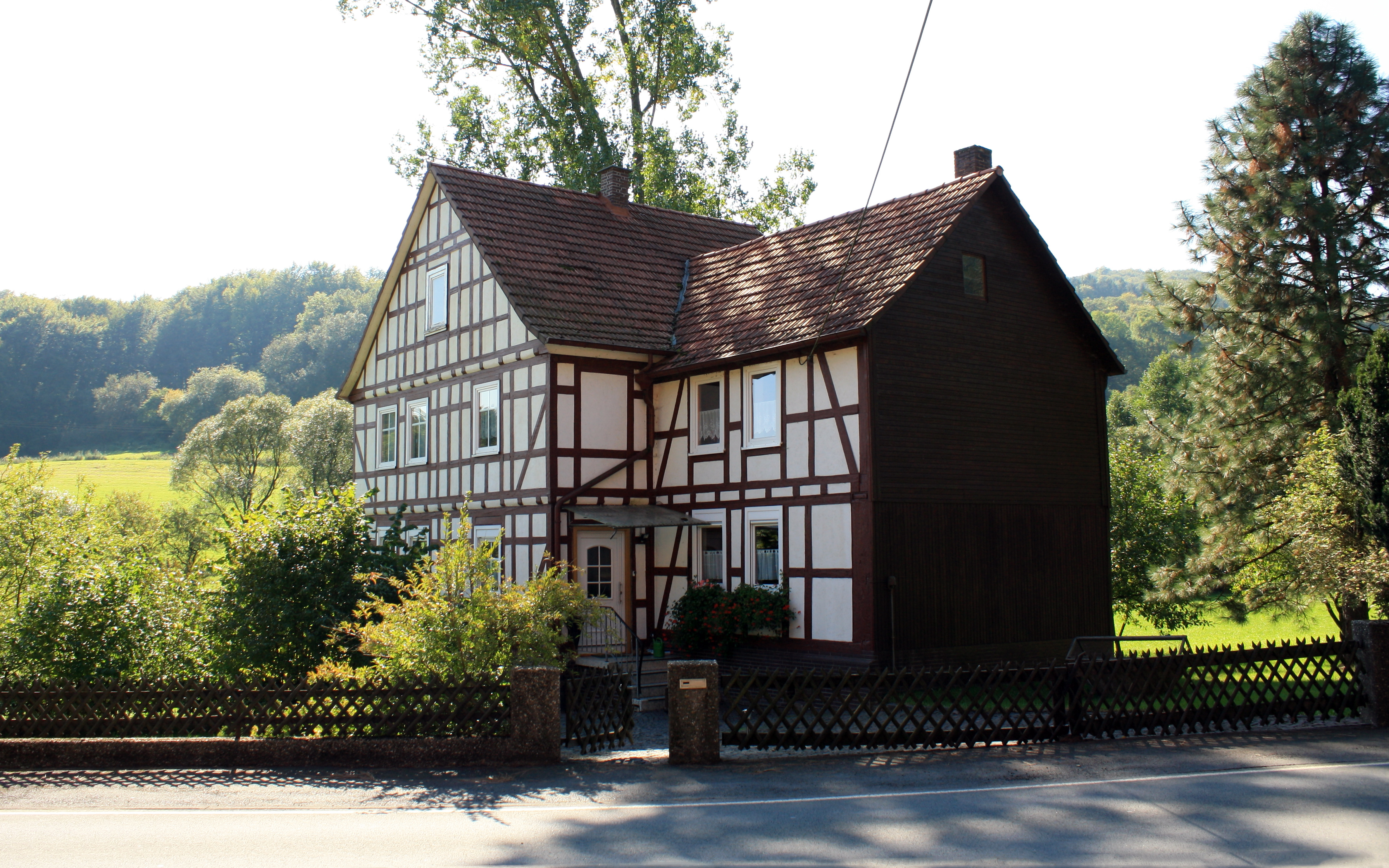
Ehemalige Kornmühle

Als besonders sehenswert gilt die etwa zeitgleich mit der Marburger Elisabethkirche im 13. Jahrhundert erbaute kleine spätromanische, heute evangelische Wehrkirche aus Bruchsteinmauerwerk.
Neben der Kirche war seit 1747 das Gemeindebackhaus die „Dorfzentrale“. Die Abschaffung der Privatbacköfen auf fürstliche Verordnung hin diente der Brandverhütung und der Holzeinsparung. Zum Backen wurde in früheren Zeiten das halb im Souterrain liegende Untergeschoss aus Mauerwerk genutzt. Diese Nutzung besteht seit Jahrzehnten nicht mehr; das Haus ist in Privatbesitz. Im Geschoss darüber gibt es eine kleine, über eine steile Freitreppe erreichbare Mietwohnung aus Fachwerk.
Das „Dorf in der Stadt“ Dilschhausen bestand 2009 aus vier Straßen mit 46 Hausnummern. Die Weitershäuser Straße umfasst mit 31 Häusern den Großteil. Sie verbindet das Unter- mit dem Oberdorf. Die Straße Bubenmühle im Unterdorf umfasst sechs Häuser und führt in Richtung Elnhausen zu der ehemaligen landgräflichen, um 1527 erbauten Kornmühle. Dieses etwa 700 Meter außerhalb des Kerndorfes liegende zweistöckige Fachwerkgebäude (Dorfname Millisch) wird seit Aufgabe des Mühlenbetriebs Ende der 1950er Jahre als Wohnhaus genutzt.

### Vereine
Vor allem in Anbetracht der geringen Einwohnerzahl des Ortes existiert in Dilschhausen ein reges Vereinsleben. Neben einer Freiwilligen Feuerwehr, von deren Mitgliedern jedes Frühjahr ein Theaterstück präsentiert wird, gibt es einen Kirchenchor, eine Dorf-Burschen- und Mädchenschaft sowie seit Januar 1991 einen Damengymnastikverein.
Im 1926 gegründeten Kirchenchor sowie im Gymnastikverein sammeln sich die älteren Bürger des Dorfes. Laut Angaben im Stadtschriftenband umfasste der Chor 2009 15 Sänger, die Gymnastik-Gruppe 27 aktive und passive Vereinsmitglieder.
Die Dorfburschenschaft sammelt die Jungen im Dorf. Ab Vollendung des 15. Lebensjahrs dürfen die Jugendlichen vor Ort mitmachen. Formell gegründet als Verein wurde die Gruppe 1980. Zuvor waren 1974 und 1978 jeweils ein Burschenkirmes-Dorffest organisiert worden. Seit 1990 gibt es ein von der Burschenschaft ausgerichtetes jährliches Straßen-Dorffest mit einem schön gelegenen überdachten Festplatz auf einem früheren Maissilo. Weitere Aktivitäten sind Fußballturnierteilnahme, Polterabende, gemeinsame Fahrten, ein jährliches Skatturnier zwischen den Jahren, die Brauchaktivitäten rund um den alljährlichen Maibaum. Ein eigener Grenzgang wurde 1988 und 1989 durchgeführt, danach aber wieder fallengelassen.

## Wirtschaft
In der Vergangenheit war das Dorf ausschließlich von landwirtschaftlichen Betrieben geprägt. Die kleineren Hofbesitzer gingen nebenher noch einer handwerklichen Tätigkeit nach. Es gab einen Stellmacher, einen Schmied, einen Müller. Außerdem gab es ehemals zwei Gaststätten im Ort.
Zu Beginn der 1950er gab es elf landwirtschaftliche Vollerwerbsbetriebe. Die Betriebsgrößen von 12 bis 30 Hektar Nutzfläche wurden für den Anbau von Getreide, Kartoffeln, Futterrüben, Klee oder Luzerne sowie die Haltung von Milchvieh, Schweinen und Hühnern genutzt. Zusätzlich zur Nutzfläche hatten die Bauernhöfe zumeist Waldbesitz.
2009 gab es noch zwei Landwirte im Vollerwerb sowie vier Nebenerwerbsbetriebe. Alle waren Mitglied im Wasser- und Bodenverband Marburger Land, so dass Großmaschinen wie der Mähdrescher überbetrieblich genutzt werden können. Absehbar erscheint, dass die Zahl der Landwirtschaftsunternehmen künftig noch weiter zurückgehen wird.